# David Di Michele
David Di Michele (Guidonia Montecelio, Roma, Italia, 6 de enero de 1976) es un exfutbolista y entrenador italiano. Se desempeñaba en la posición de delantero y actualmente es el técnico del Lupa Roma F.C. de la Lega Pro de Italia.

## Trayectoria
Ha jugado en varios clubes de su país y en el West Ham United de Inglaterra, que fue su único equipo en el extranjero.

## Selección nacional
Fue internacional con la Selección de fútbol de Italia en 6 ocasiones y no ha anotado.

## Clubes
| Club          | País       | Año       |
| ------------- | ---------- | --------- |
| Lodigiani     | Italia     | 1993-1996 |
| Foggia        | Italia     | 1996-1998 |
| Salernitana   | Italia     | 1998-2001 |
| Udinese       | Italia     | 2001-2002 |
| Reggina       | Italia     | 2002-2004 |
| Udinese       | Italia     | 2004-2006 |
| Palermo       | Italia     | 2006-2007 |
| Torino        | Italia     | 2007-2008 |
| West Ham      | Inglaterra | 2008-2009 |
| Torino        | Italia     | 2009-2010 |
| Lecce         | Italia     | 2010-2012 |
| Chievo Verona | Italia     | 2012-2013 |
| Reggina       | Italia     | 2013-2015 |
| Lupa Roma     | Italia     | 2015      |